# WTA Austrian Open 1995
Il WTA Austrian Open 1995 è stato un torneo di tennis giocato sulla terra rossa. È stata la 24ª edizione del torneo, che fa parte della categoria Tier IV nell'ambito del WTA Tour 1995. Si è giocato al Sportpark Piberstein di Maria Lankowitz in Austria, dal 24 al 30 luglio 1995.

## Campionesse

### Singolare
Judith Wiesner ha battuto in finale  Ruxandra Dragomir con il punteggio di 7–6, 6–3

### Doppio
Silvia Farina /  Andrea Temesvári hanno battuto in finale  Alexandra Fusai /  Wiltrud Probst con il punteggio di 6–2, 6–2